# Teatre de la Comedia
El Teatre de la Comedia és un local de teatre al carrer del Príncipe, 14 de Madrid. En aquell coliseu es van estrenar moltes obres de comèdia i dramàtiques però és de recordar el gran èxit de sarsuela Música clàssica 1880 de Ruperto Chapí com una excepció al propi gènere.

## Història
Construït entre 1874 i 1875, sobre projecte de l'arquitecte Agustín Ortiz de Villajos, es va inaugurar per Alfons XII el 18 de setembre de 1875 amb una representació de l'obra El espejo de cuerpo entero, protagonitzada per Emilio Mario.
En anys successius el local ha estat reformat en diverses ocasions: La façana en 1897, a càrrec de l'arquitecte Francisco Andrés Octavio i en 1915, després de l'incendi sofert el 18 d'abril d'aquest any, va ser rehabilitat integralment. En el segle xix la tiple Antonia García dirigida per Emilio Mario i Ramón Rosell, va passar per allí moltes temporades delectant al públic i donant varietat al cartell.
Des de finals del segle XX és la seu de la Compañia Nacional de Teatro Clásico però actualment porta anys tancat per obres, sent el seu actual estat patètic i que recorda ltres temps millors amb enyorança.
El 10 de desembre de 1919 s'hi celebrà el Segon Congrés de la CNT. El 29 d'octubre de 1933 José Antonio Primo de Rivera pronuncia el Discurs de fundació de Falange Española on estableix les bases del Pensament joseantonià. Durant la guerra civil i actuant en la comèdia es van conèixer Rafaela Aparicio i Erasmo Pascual una coneguda parella del cinema espanyol. En els anys setanta del segle XX s'hi alternà tota mena de gèneres i es va estrenar el musical Cabaret.

## Algunes obres estrenades
| - Adolfo Marsillach - Yo me bajo en la próxima, ¿y usted? (1981) - Alfonso Paso - Los Palomos (1964) - Alfonso Sastre - Oficio de tinieblas (1967) - Hermanos Álvarez Quintero - Los Galeotes (1900) - La flores (1901) - El centenario (1909) - Antonio Gala - Las cítaras colgadas de los árboles (1974) - Antonio Paso - El orgullo de Albacete (1913) - Arthur Miller - Mort d'un viatjant (1952) (Estrena a Espanya) - Benito Pérez Galdós - Realidad (1891) - La loca de la casa (1893) - La de San Quintín (1894) - Los condenados (1894) - La fiera (1896) - Amor y ciencia (1905) - Carlos Arniches - Mi papá (1910) - Genio y figura (1910) - Que viene mi marido (1918) - Los caciques (1920) - El señor Adrián, el primo (1927) - Carlos Llopis - La vida en un bloc (1952) - ¿De acuerdo, Susana? (1955) - Edgar Neville - Veinte añitos (1954) - Enrique Jardiel Poncela - Es mi hombre (1921) - Las cinco advertencias de Satanás (1935) - Eloísa está debajo de un almendro (1940) - El amor sólo dura 2.000 metros (1941) - Madre (el drama padre) (1941) - Los ladrones somos gente honrada (1941) - Los habitantes de la casa deshabitada (1942) - Es peligroso asomarse al exterior (1942) - Blanca por fuera y Rosa por dentro (1943) - El amor del gato y del perro (1945) - El pañuelo de la dama errante (1945) | - Jacinto Benavente - La escuela de las princesas (1909) - La propia estimación (1915) - Ha llegado Don Juan (1952) - Joaquín Calvo Sotelo - Una muchachita de Valladolid (1957) - Joaquín Dicenta - Juan José (1895) - José de Echegaray - Mariana (1892) - José López Rubio - Cena de Navidad (1951) - La otra orilla (1954) - Esta noche tampoco (1961) - José Martín Recuerda - Las arrecogías del beaterio de Santa María Egipciaca (1977) - Juan José Alonso Millán - El alma se serena (1968) - Lauro Olmo - Historia de un pechicidio (1974) - Miguel Mihura - A media luz los tres (1953) - Mi adorado Juan (1956) - La bella Dorotea (1963) - Ninette y un señor de Murcia (1964) - Sólo el amor y la luna traen fortuna (1968) - Miguel de Unamuno - La difunta (1910) - Pedro Muñoz Seca - El verdugo de Sevilla (1916) - El rayo (1917) - La venganza de Don Mendo (1918) - La tela (1925) - Los extremeños se tocan (1926) - Anacleto se divorcia (1932) - Ramón María del Valle-Inclán - La cabeza del dragón (1910) - Cuento de abril (1910) - Ricardo López Aranda - Isabel, Reina de Corazones (1983) - Víctor Ruiz Iriarte - Un paraguas bajo la lluvia (1965) - Vital Aza - El sombrero de copa (1887) |